# CYP27A1
CYP27A1 es un gen que codifica una citocromo P450 oxidasa, y se conoce comúnmente como esterol 27-hidroxilasa. Esta enzima se encuentra en muchos tejidos diferentes donde se encuentra dentro de las mitocondrias. Participa de forma más destacada en la biosíntesis de ácidos biliares.

## Función
CYP27A1 participa en la degradación del colesterol a ácidos biliares tanto en la vía clásica como en la ácida. Es la enzima iniciadora de la vía ácida hacia los ácidos biliares, produciendo oxiesteroles al introducir un grupo hidroxilo en el carbono de la posición 27 del colesterol. En la vía ácida, produce 27-hidroxicolesterol a partir del colesterol, mientras que en la vía clásica o neutra, produce ácido 3β-hidroxi-5-colestenoico.
Si bien el CYP27A1 está presente en muchos tejidos diferentes, su función en ellos no está caracterizada en gran medida. En los macrófagos, el 27-hidroxicolesterol generado por esta enzima puede ser útil contra la producción de factores inflamatorios asociados con la enfermedad cardiovascular.

## Importancia clínica
Las mutaciones en CYP27A1 están asociadas con la xantomatosis cerebrotendinosa, una rara enfermedad de almacenamiento de lípidos.
Los inhibidores de CYP27A1 pueden ser eficaces como adyuvantes en el tratamiento del cáncer de mama ER -positivo debido a la inhibición de la producción de 27-hidroxicolesterol (que tiene acciones estrogénicas y estimula el crecimiento de células de cáncer de mama ER-positivas). Algunos medicamentos comercializados que han sido identificados como inhibidores del CYP27A1 incluyen anastrozol, fadrozol, bicalutamida, dexmedetomidina, ravuconazol y posaconazol. 

## Lectura adicional
- Cali JJ, Russell DW (April 1991). «Characterization of human sterol 27-hydroxylase. A mitochondrial cytochrome P-450 that catalyzes multiple oxidation reaction in bile acid biosynthesis». The Journal of Biological Chemistry 266 (12): 7774-8. PMID 1708392. doi:10.1016/S0021-9258(20)89517-9.
- Cali JJ, Hsieh CL, Francke U, Russell DW (April 1991). «Mutations in the bile acid biosynthetic enzyme sterol 27-hydroxylase underlie cerebrotendinous xanthomatosis». The Journal of Biological Chemistry 266 (12): 7779-83. PMC 4449724. PMID 2019602. doi:10.1016/S0021-9258(20)89518-0.
- Guo YD, Strugnell S, Back DW, Jones G (September 1993). «Transfected human liver cytochrome P-450 hydroxylates vitamin D analogs at different side-chain positions». Proceedings of the National Academy of Sciences of the United States of America 90 (18): 8668-72. Bibcode:1993PNAS...90.8668G. PMC 47419. PMID 7690968. doi:10.1073/pnas.90.18.8668.
- Kim KS, Kubota S, Kuriyama M, Fujiyama J, Björkhem I, Eggertsen G, Seyama Y (June 1994). «Identification of new mutations in sterol 27-hydroxylase gene in Japanese patients with cerebrotendinous xanthomatosis (CTX)». Journal of Lipid Research 35 (6): 1031-9. PMID 7915755. doi:10.1016/S0022-2275(20)40096-3.
- Maruyama K, Sugano S (Jan 1994). «Oligo-capping: a simple method to replace the cap structure of eukaryotic mRNAs with oligoribonucleotides». Gene 138 (1–2): 171-4. PMID 8125298. doi:10.1016/0378-1119(94)90802-8.
- Leitersdorf E, Reshef A, Meiner V, Levitzki R, Schwartz SP, Dann EJ, Berkman N, Cali JJ, Klapholz L, Berginer VM (June 1993). «Frameshift and splice-junction mutations in the sterol 27-hydroxylase gene cause cerebrotendinous xanthomatosis in Jews or Moroccan origin». The Journal of Clinical Investigation 91 (6): 2488-96. PMC 443309. PMID 8514861. doi:10.1172/JCI116484.
- Chen W, Kubota S, Kim KS, Cheng J, Kuriyama M, Eggertsen G, Björkhem I, Seyama Y (May 1997). «Novel homozygous and compound heterozygous mutations of sterol 27-hydroxylase gene (CYP27) cause cerebrotendinous xanthomatosis in three Japanese patients from two unrelated families». Journal of Lipid Research 38 (5): 870-9. PMID 9186905. doi:10.1016/S0022-2275(20)37212-6.
- Reiss AB, Martin KO, Rojer DE, Iyer S, Grossi EA, Galloway AC, Javitt NB (June 1997). «Sterol 27-hydroxylase: expression in human arterial endothelium». Journal of Lipid Research 38 (6): 1254-60. PMID 9215552. doi:10.1016/S0022-2275(20)37206-0.
- Suzuki Y, Yoshitomo-Nakagawa K, Maruyama K, Suyama A, Sugano S (October 1997). «Construction and characterization of a full length-enriched and a 5'-end-enriched cDNA library». Gene 200 (1–2): 149-56. PMID 9373149. doi:10.1016/S0378-1119(97)00411-3.
- Chen W, Kubota S, Ujike H, Ishihara T, Seyama Y (October 1998). «A novel Arg362Ser mutation in the sterol 27-hydroxylase gene (CYP27): its effects on pre-mRNA splicing and enzyme activity». Biochemistry 37 (43): 15050-6. PMID 9790667. doi:10.1021/bi9807660.
- Shiga K, Fukuyama R, Kimura S, Nakajima K, Fushiki S (November 1999). «Mutation of the sterol 27-hydroxylase gene (CYP27) results in truncation of mRNA expressed in leucocytes in a Japanese family with cerebrotendinous xanthomatosis». Journal of Neurology, Neurosurgery, and Psychiatry 67 (5): 675-7. PMC 1736608. PMID 10519880. doi:10.1136/jnnp.67.5.675.
- Gascon-Barré M, Demers C, Ghrab O, Theodoropoulos C, Lapointe R, Jones G, Valiquette L, Ménard D (Jan 2001). «Expression of CYP27A, a gene encoding a vitamin D-25 hydroxylase in human liver and kidney». Clinical Endocrinology 54 (1): 107-15. PMID 11167933. S2CID 21864150. doi:10.1046/j.1365-2265.2001.01160.x.
- Johnston TP, Nguyen LB, Chu WA, Shefer S (October 2001). «Potency of select statin drugs in a new mouse model of hyperlipidemia and atherosclerosis». International Journal of Pharmaceutics 229 (1–2): 75-86. PMID 11604260. doi:10.1016/S0378-5173(01)00834-1.
- Toba H, Fukuyama R, Sasaki M, Shiga K, Ishibashi S, Fushiki S (Jan 2002). «A Japanese patient with cerebrotendinous xanthomatosis has different mutations within two functional domains of CYP27». Clinical Genetics 61 (1): 77-8. PMID 11903362. S2CID 43642764. doi:10.1034/j.1399-0004.2002.610116.x.
- Lamon-Fava S, Schaefer EJ, Garuti R, Salen G, Calandra S (March 2002). «Two novel mutations in the sterol 27-hydroxylase gene causing cerebrotendinous xanthomatosis». Clinical Genetics 61 (3): 185-91. PMID 12000359. S2CID 45930401. doi:10.1034/j.1399-0004.2002.610303.x.
- Björkhem I, Araya Z, Rudling M, Angelin B, Einarsson C, Wikvall K (July 2002). «Differences in the regulation of the classical and the alternative pathway for bile acid synthesis in human liver. No coordinate regulation of CYP7A1 and CYP27A1». The Journal of Biological Chemistry 277 (30): 26804-7. PMID 12011083. doi:10.1074/jbc.M202343200.
- von Bahr S, Movin T, Papadogiannakis N, Pikuleva I, Rönnow P, Diczfalusy U, Björkhem I (July 2002). «Mechanism of accumulation of cholesterol and cholestanol in tendons and the role of sterol 27-hydroxylase (CYP27A1)». Arteriosclerosis, Thrombosis, and Vascular Biology 22 (7): 1129-35. PMID 12117727. doi:10.1161/01.ATV.0000022600.61391.A5.
- Meir K, Kitsberg D, Alkalay I, Szafer F, Rosen H, Shpitzen S, Avi LB, Staels B, Fievet C, Meiner V, Björkhem I, Leitersdorf E (September 2002). «Human sterol 27-hydroxylase (CYP27) overexpressor transgenic mouse model. Evidence against 27-hydroxycholesterol as a critical regulator of cholesterol homeostasis». The Journal of Biological Chemistry 277 (37): 34036-41. PMID 12119285. doi:10.1074/jbc.M201122200.
- Lee MJ, Huang YC, Sweeney MG, Wood NW, Reilly MM, Yip PK (September 2002). «Mutation of the sterol 27-hydroxylase gene ( CYP27A1) in a Taiwanese family with cerebrotendinous xanthomatosis». Journal of Neurology 249 (9): 1311-2. PMID 12242561. S2CID 32638499. doi:10.1007/s00415-002-0762-9.